# Gmina związkowa Alzey-Land
Gmina związkowa Alzey-Land (niem. Verbandsgemeinde Alzey-Land) – gmina związkowa w Niemczech, w kraju związkowym Nadrenia-Palatynat, w powiecie Alzey-Worms. Siedziba gminy związkowej znajduje się w mieście Alzey.

## Podział administracyjny
Gmina związkowa zrzesza 24 gminy wiejskie:
1. Albig
2. Bechenheim
3. Bechtolsheim
4. Bermersheim vor der Höhe
5. Biebelnheim
6. Bornheim
7. Dintesheim
8. Eppelsheim
9. Erbes-Büdesheim
10. Esselborn
11. Flomborn
12. Flonheim
13. Framersheim
14. Freimersheim
15. Gau-Heppenheim
16. Gau-Odernheim
17. Kettenheim
18. Lonsheim
19. Mauchenheim
20. Nack
21. Nieder-Wiesen
22. Ober-Flörsheim
23. Offenheim
24. Wahlheim